# Ратуша Мальмё

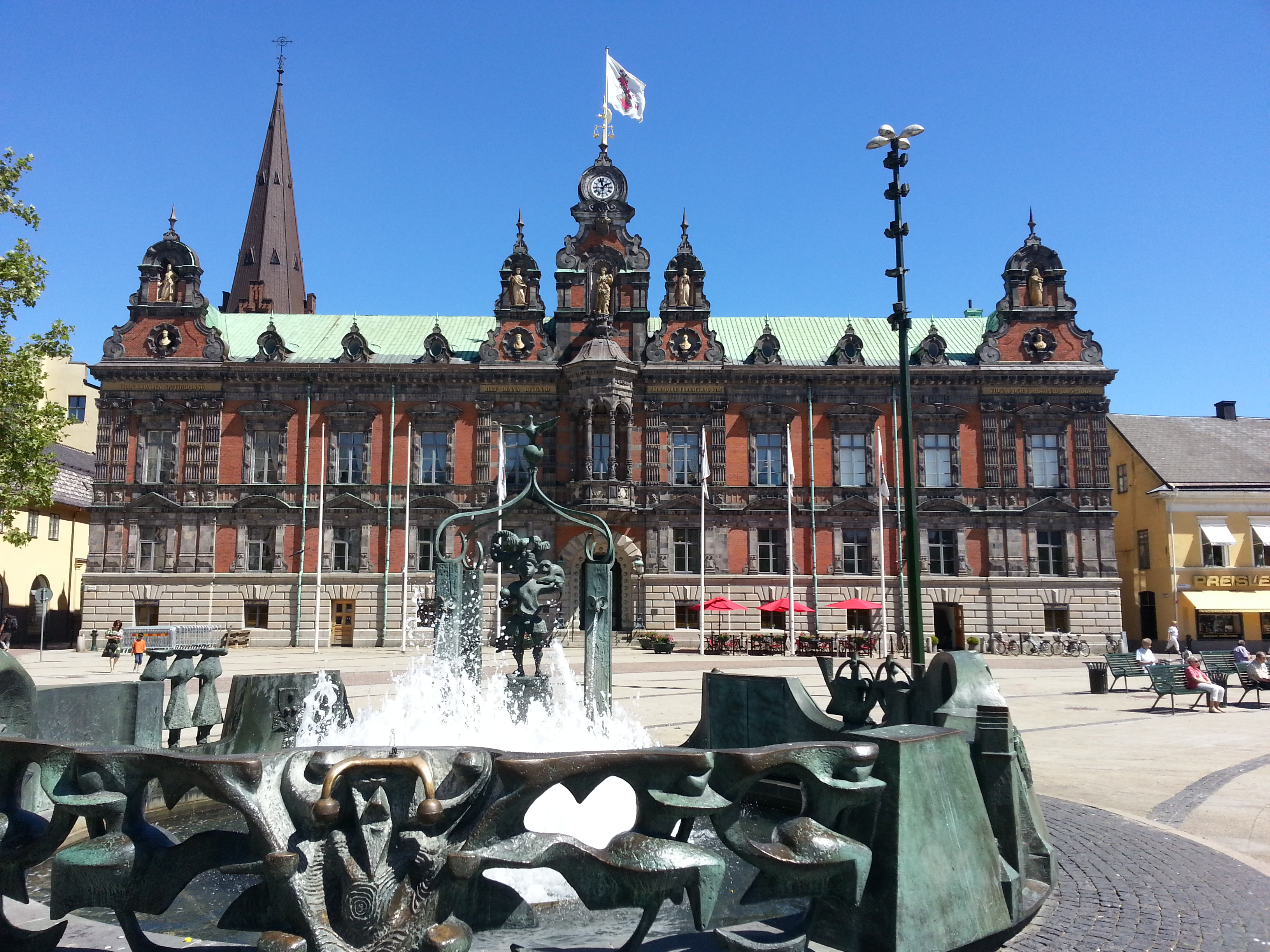
Ратуша Мальмё в июне 2013 года

Ратуша Мальмё (швед. Malmö rådhus) — здание на центральной площади Стурторгет.
Начало строительства датируется 1538 годом после сноса монастырских построек, конец — 1546—1547 гг. В то время Мальмё был одним из крупнейших городов Скандинавии, а площадь Стурторгет крупнейшей в стране. Ратуша также стала крупнейшей в Скандинавии.
Здание неоднократно достраивали и реконструировали. Современный вид ратуша приняла в 1860-е годы, когда Хельго Зеттервалль перестроил фасад в стиле голландского ренессанса с элементами неоклассики. На фасаде находятся скульптурные украшения, изображающие, среди прочего, четырёх исторически важных людей Мальмё — Йоргена Кока, Маттиаса Фленсбурга, Лоренца Исака Багера и Франса Суэля, а также богиню Фемиду в окружении четырех полных фигур, символизирующих сельское хозяйство, судоходство, ремёсла и торговлю.
Интерьер подвала до сих пор сохраняет архитектурный стиль XVI века, а верхний этаж в XIX веке был украшен тонким сводом и великолепной лепниной. В ратуше находится зал для проведения особых торжеств и балов, а в подвале работает ресторан.
В 1958-59 годах ратуша была дополнена современной пристройкой по проекту архитектора Стуре Кельфве. В этом здании работают муниципальный совет и городской суд Мальмё, также в нём имеется зал, где проводятся крупные художественные выставки и прочие мероприятия.

## Галерея

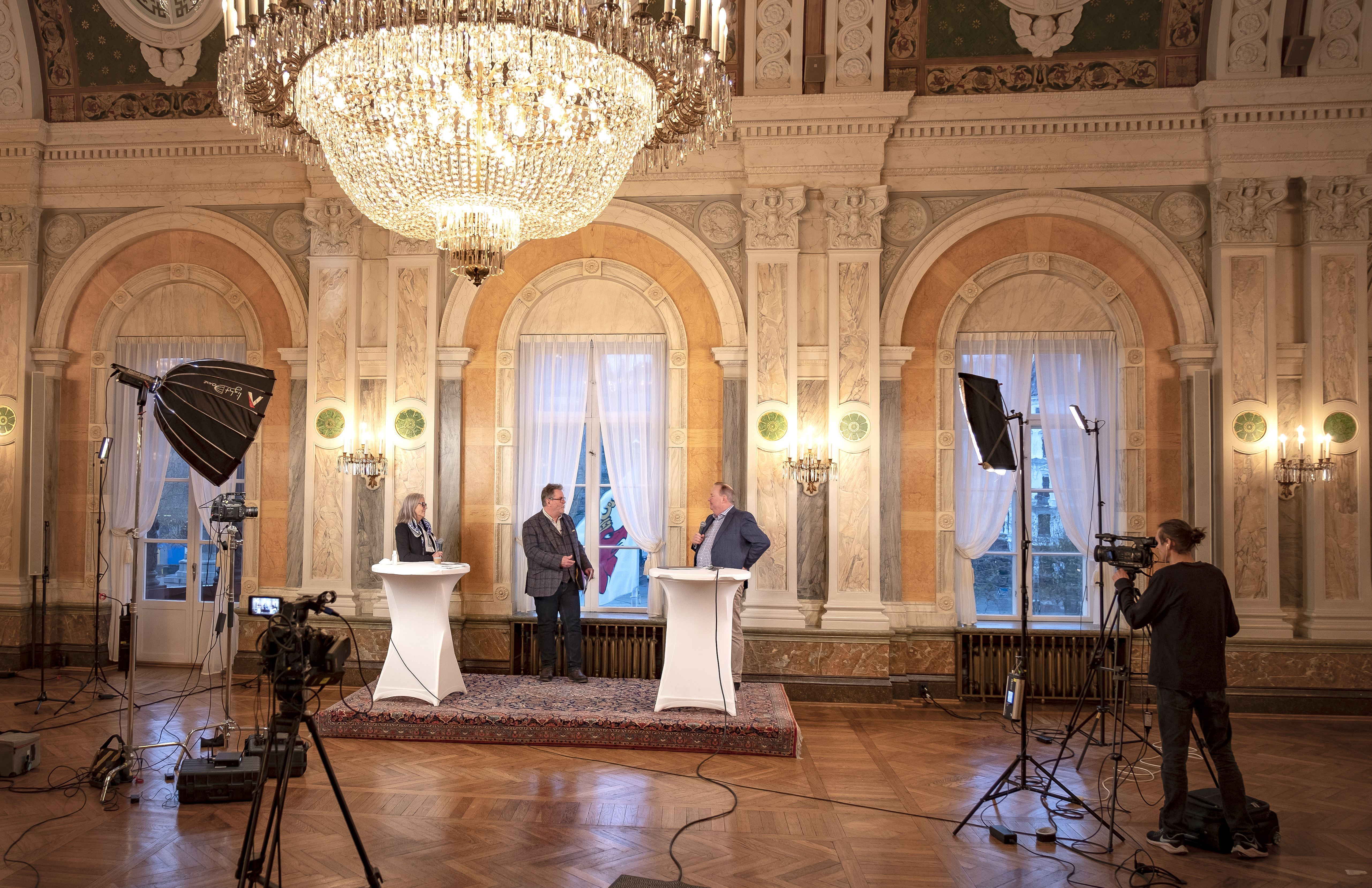
Мероприятие внутри ратуши
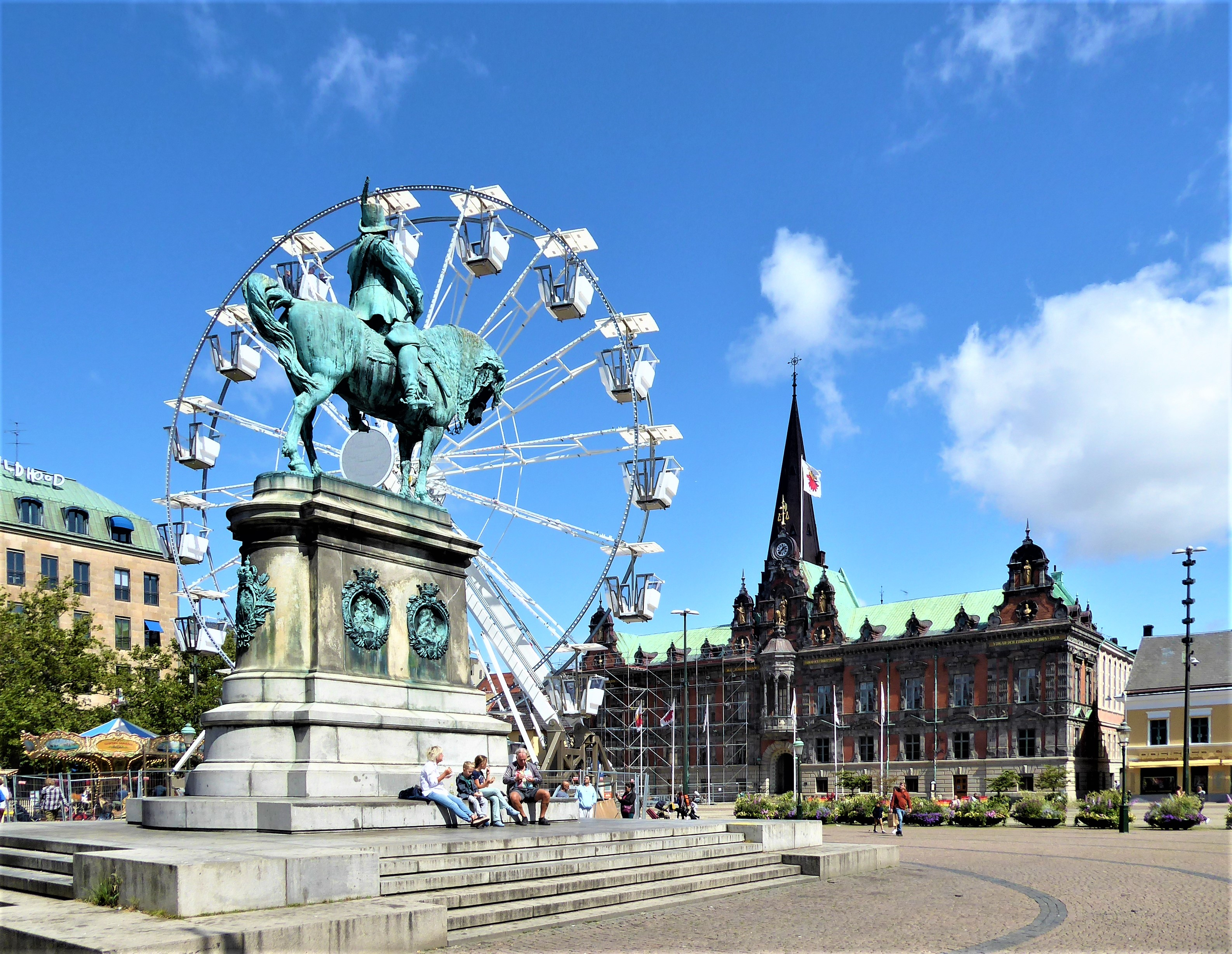
Вид на ратушу и площадь Стурторгет
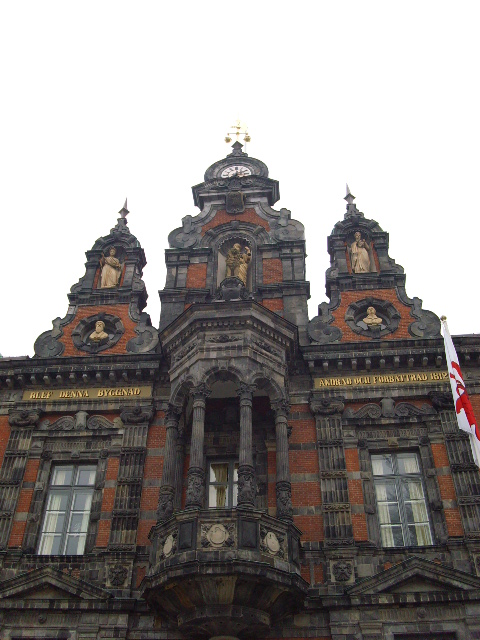
Элементы фасада
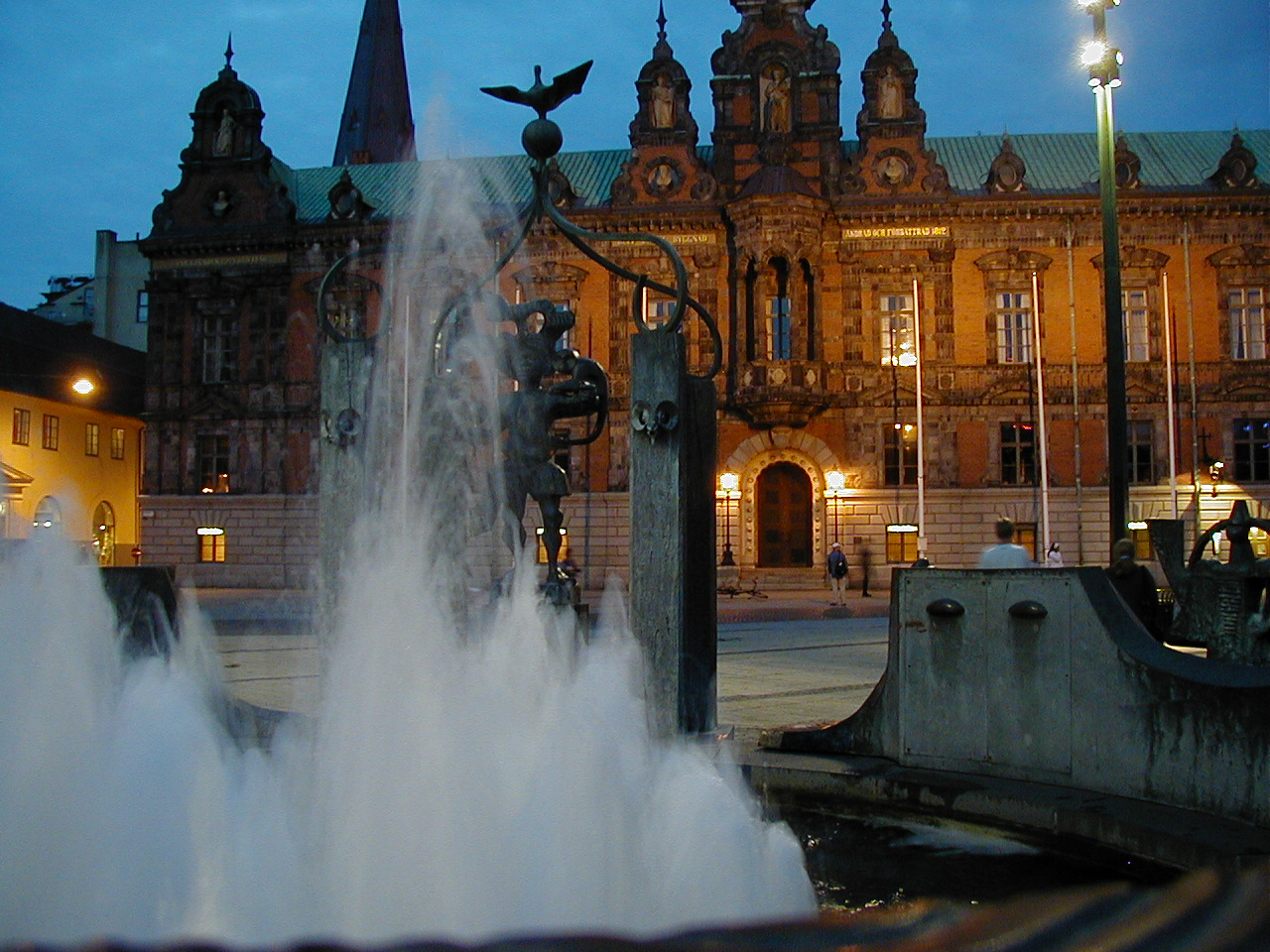
Фонтан у ратуши